# Vaniglia e cioccolato
Vaniglia e cioccolato è un film del 2004 diretto da Ciro Ippolito.

## Trama
Penelope se ne va di casa dopo avere scoperto l'ultimo tradimento del marito, Andrea.
Madre di tre figli e insegnante al Conservatorio, Penelope torna nella villa al mare della sua infanzia, dove si prende il tempo per ricordi e riflessioni.
Dopo il suo incontro con il pittore spagnolo Carlos comincia una breve ma intensa storia d'amore.

## Distribuzione
Il film è uscito nelle sale italiane l'11 febbraio 2004.

## Riconoscimenti
Questo film ha ricevuto la qualifica di film d'essai della Direzione generale per il cinema.